# Tubará
Tubará – miasto w Kolumbii, w departamencie Atlántico.